# Bruna bönor

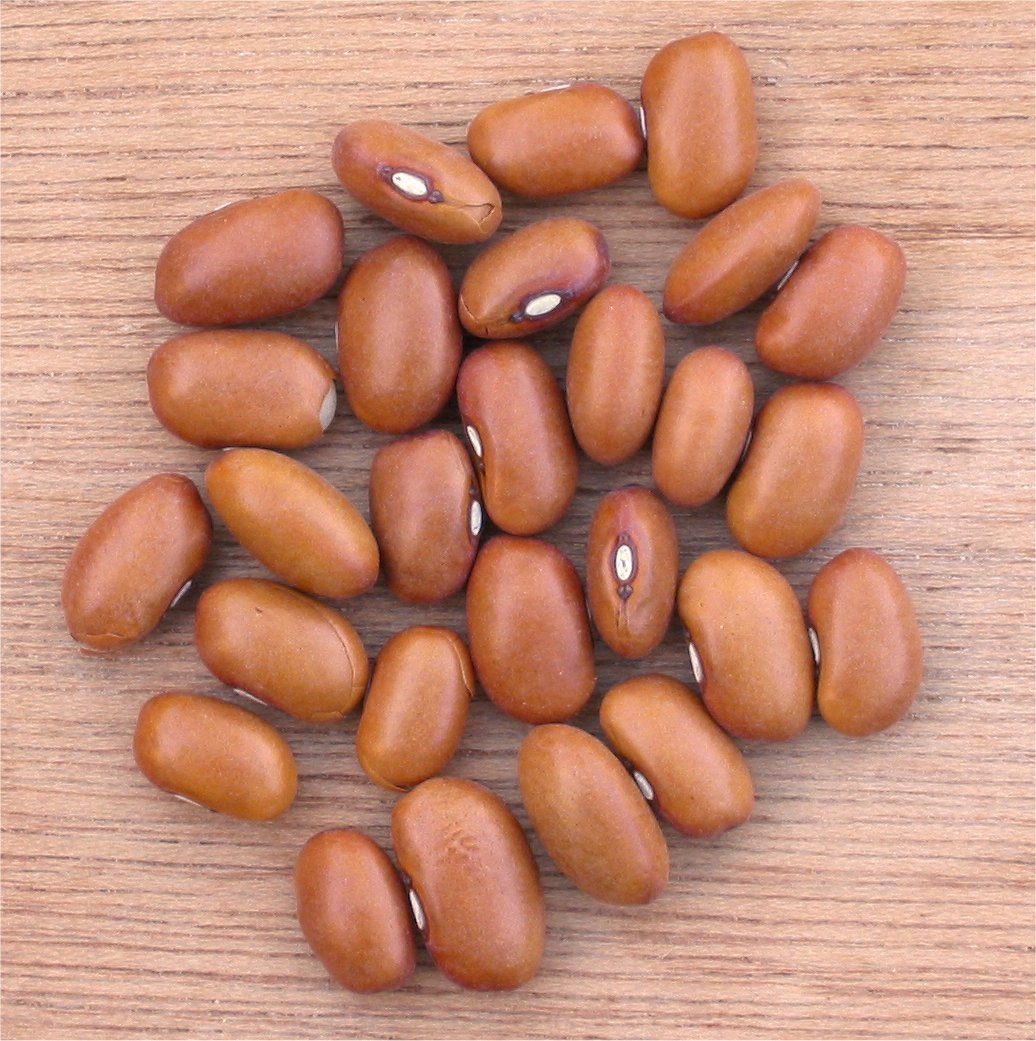
Bönorna

Bruna bönor är en maträtt som görs på bruna bönor, vatten, salt, potatismjöl, ättiksprit och sirap. Brun böna är även namnet på bönsorten som används i rätten. Den här bönsorten har dock begränsad spridning. Förutom i Sverige och Finland används bönsorten i USA, speciellt i grytor och chili con carne.

## Skyddad geografisk beteckning
År 2010 ansökte Föreningen för bruna bönor från Öland om att bruna bönor som råvara skulle få skyddad geografisk beteckning. Senare samma år beslutade EU-kommissionen att bifalla ansökan.

## Recept
Bruna bönor med fläsk brukar räknas som svensk husmanskost. Bruna torkade bönor läggs i blöt för att sedan kokas mjuka i saltat vatten. Den karaktäristiska, sötsura smaken på maträtten får man genom att smaksätta de kokta bönorna med sirap och ättika. Traditionellt äts bruna bönor med stekta skivor rimmat sidfläsk.